# Hrabstwo Otsego (Nowy Jork)
Otsego – hrabstwo (ang. county) w stanie  Nowy Jork w USA. Populacja wynosi 61 676 mieszkańców (stan według spisu z 2000 r.).
Powierzchnia hrabstwa wynosi 2597 km². Gęstość zaludnienia wynosi 24 osoby/km².

## Miasta
- Burlington
- Butternuts
- Cherry Valley
- Decatur
- Edmeston
- Exeter
- Hartwick
- Laurens
- Maryland
- Middlefield
- Milford
- Morris
- New Lisbon
- Oneonta
- Otego
- Otsego
- Pittsfield
- Richfield
- Roseboom
- Springfield
- Unadilla
- Worcester

## Wioski
- Cherry Valley
- Cooperstown
- Gilbertsville
- Laurens
- Milford
- Morris
- Otego
- Richfield Springs
- Unadilla

## CDP
- Edmeston
- Hartwick
- Schenevus
- West End
- Worcester